# Chiến lược rút lui (kinh doanh)
Chiến lược rút lui trong kinh doanh là kế hoạch và hành động ngừng hoạt động của doanh nghiệp khi hoạt động kinh doanh không thuận lợi. Rút lui trong kinh doanh là biện pháp giảm thiểu thiệt hại sắp xảy ra hoặc có khả năng xảy ra. Việc rút lui được xem là đáng giá hơn việc tiếp tục trang trải chi phí cho hoạt động kinh doanh với khả năng thất bại cao khi đánh giá tình hình hiện tại.
Đối với các tập đoàn lớn, chiến lược rút lui thường liên quan đến một số thị trường khu vực mà tập đoàn rời bỏ. Nhưng đối với một số công ty nhỏ, chiến lược rút lui có thể là nước đi duy nhất và cuối cùng của một công ty quyết định giải thể. Người chủ sở hữu sẽ gom góp mọi nguồn tài chính còn lại để xây dựng lại một công ty khác.
Hiện nay, có một số công ty chuyên hoạt động trong lĩnh vực dịch vụ mua và bán lại các công ty đã rút lui kinh doanh.

## Nguyên nhân
- Hoạt động kinh doanh với kế hoạch kinh doanh ban đầu đã đạt được một số mục tiêu kinh doanh nhất định, nhưng diễn biến tiếp theo không còn thuận lợi vì vậy việc kinh doanh không thể tiếp tục.
- Hoạt động kinh doanh hiện tại do không thuận lợi và cơ sở kinh doanh tiếp tục thua lỗ.
- Mọi nỗ lực điều chỉnh và thay đổi để thích ứng biến động thị trường và khắc phục các khó khăn ở cơ sở kinh doanh đã không còn hiệu quả.
- Nhu cầu thuyên chuyển vốn và tập trung vốn để tăng cường hoạt động kinh doanh theo một hướng khác.

## Hoạt động
- Bán tài sản, cơ sở kinh doanh cho công ty khác qua hình thức mua lại hoặc sáp nhập.
- Bán cổ phần cho hàng loạt cổ đông.
- Từng bước chấm dứt quan hệ với các đối tác kinh doanh, thanh lý các hợp đồng.
- Từng bước chấm dứt các hợp đồng lao động đối với nhân viên của công ty.
- Thanh lý hàng hóa đang tồn đọng.
- Chấm dứt hoạt động qua việc tự nguyện giải thể hoặc phá sản.

Trong đó, một trọng tâm là sẵn sàng chấp nhận bồi thường hợp đồng, thiệt hại này vẫn được xem là có thể chấp nhận được, hơn là tiếp tục hoạt động kinh doanh không hiệu quả và nguy cơ mất vốn cao.